# Aubépine

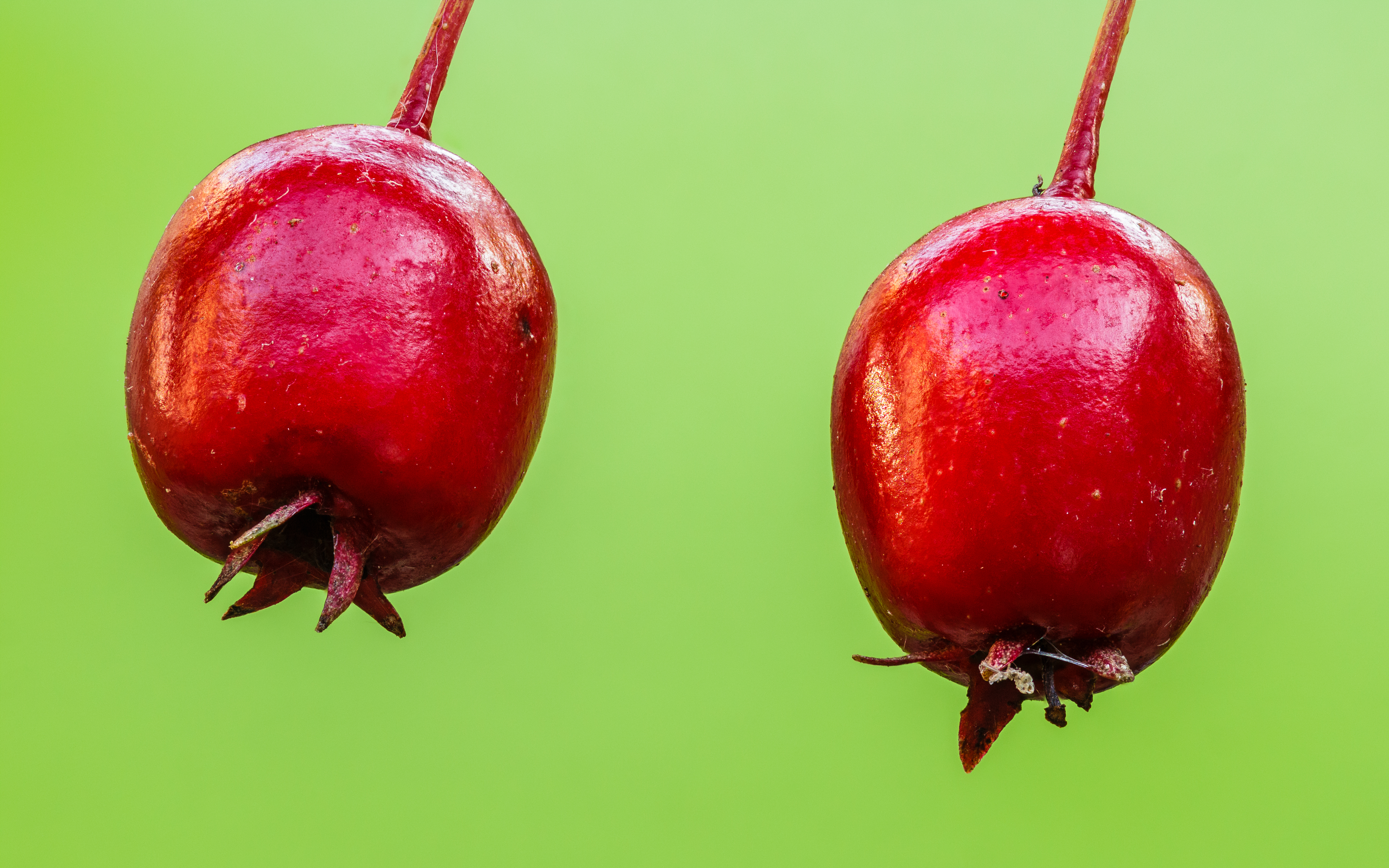
Fruits d'un Crataegus.

Cet article possède un paronyme, voir Obépine.
Crataegus
Genre
Synonymes
- Oxyacantha Medik.[2]
- Phaenopyrum M. Roem.[2]

Crataegus est un genre de plantes à fleurs de la famille des Rosacées, communément appelées aubépines. Ce sont des arbres ou des arbustes épineux de l'hémisphère nord.
Les espèces les plus utilisées pour leurs propriétés médicinales sont l'Aubépine monogyne, ou Aubépine à un style (Crataegus monogyna), et l'Aubépine épineuse, ou Aubépine à deux styles (Crataegus laevigata), tandis que l'Azérolier, ou Épine d'Espagne (Crataegus azarolus), est recherché pour ses fruits appelés cenelles, de même que l'Aubépine du Mexique ou Tejocote et C. pinnatifida ou 山楂 shān zhā.

## Nomenclature, étymologie
Le nom de genre Crataegus fut décrit par Carl Linné en 1753 dans Species Plantarum 1: 475.
Avant Linné, Tournefort incluait aussi diverses espèces dans ce genre. Linné a généralement repris les noms de genres de Tournefort donnés dans Institutiones rei herbariae, à la différence des botanistes pré-linnéens qui appelaient l’aubépine Oxyacantha.
Le nom de genre Crataegus vient du grec ancien κρατύς – kratus ou κρτααιός – krataios, « fort » et *aigos à rapprocher de αίγιλωψ – aigilôps, signifiant « chêne, arbre », soit « arbre à bois dur » (ce qui est exact).
L’étymologie de Crataegus est incertaine selon Michel Chauvet.

## Classification
Ce genre a été décrit en 1753 par le naturaliste suédois Carl von Linné (1707-1778).
En classification phylogénétique APG III (2009), comme c'était déjà le cas en classification classique de Cronquist (1981), le genre Crataegus est assigné à la famille des Rosaceae.

Le nombre d'espèces appartenant au genre est difficile à déterminer compte tenu de la facilité avec laquelle les différentes espèces d'aubépine s'hybrident entre elles en générant des variétés polyploïdes se reproduisant par apomixie. La classification dépend donc des différentes interprétations taxonomiques et varie de 200 à 1 200 espèces, sans compter les cultivars ornementaux.

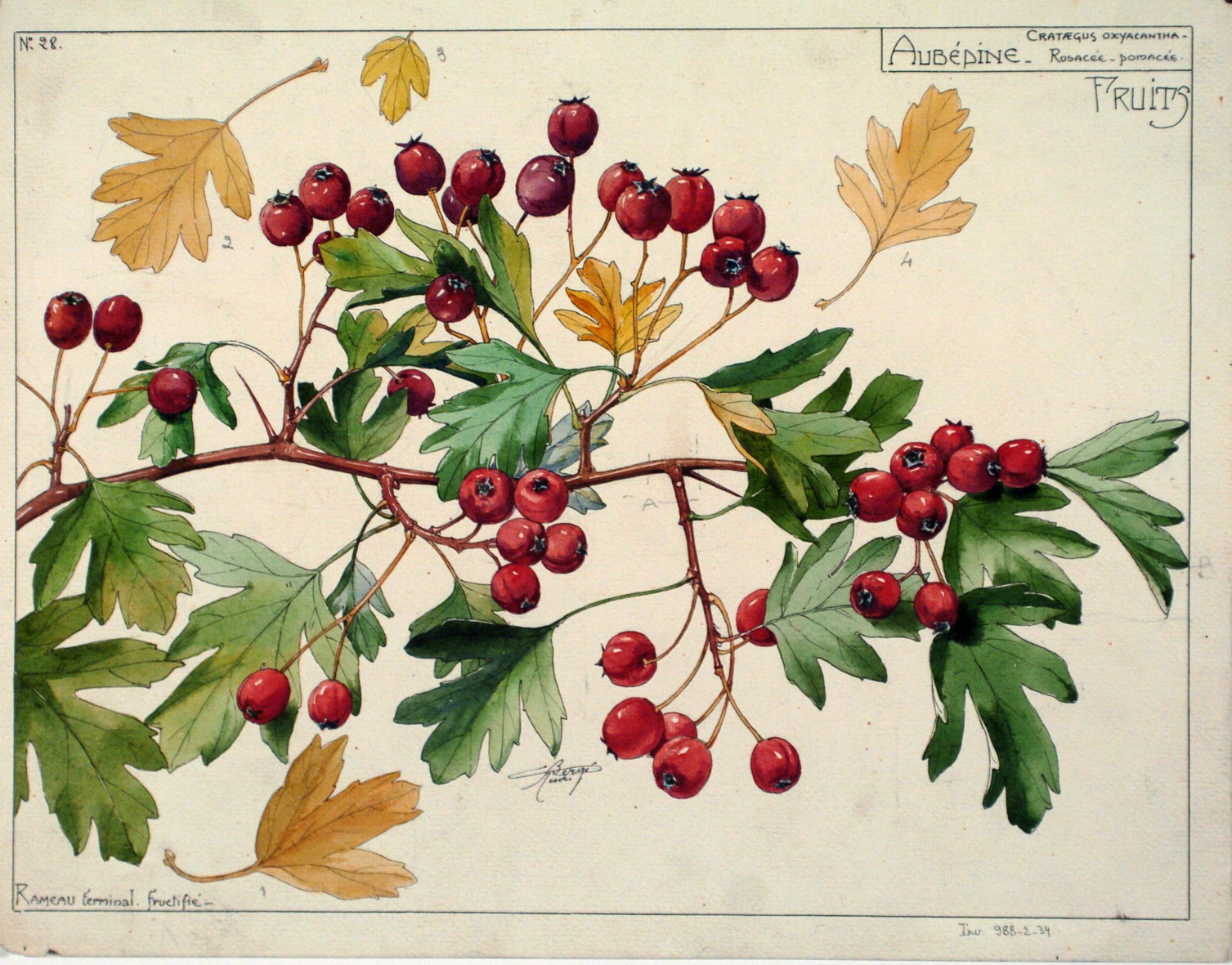
Étude de fruits d'aubépine, début du 20è siècle, Henri Bergé, Musée de l'Ecole de Nancy.
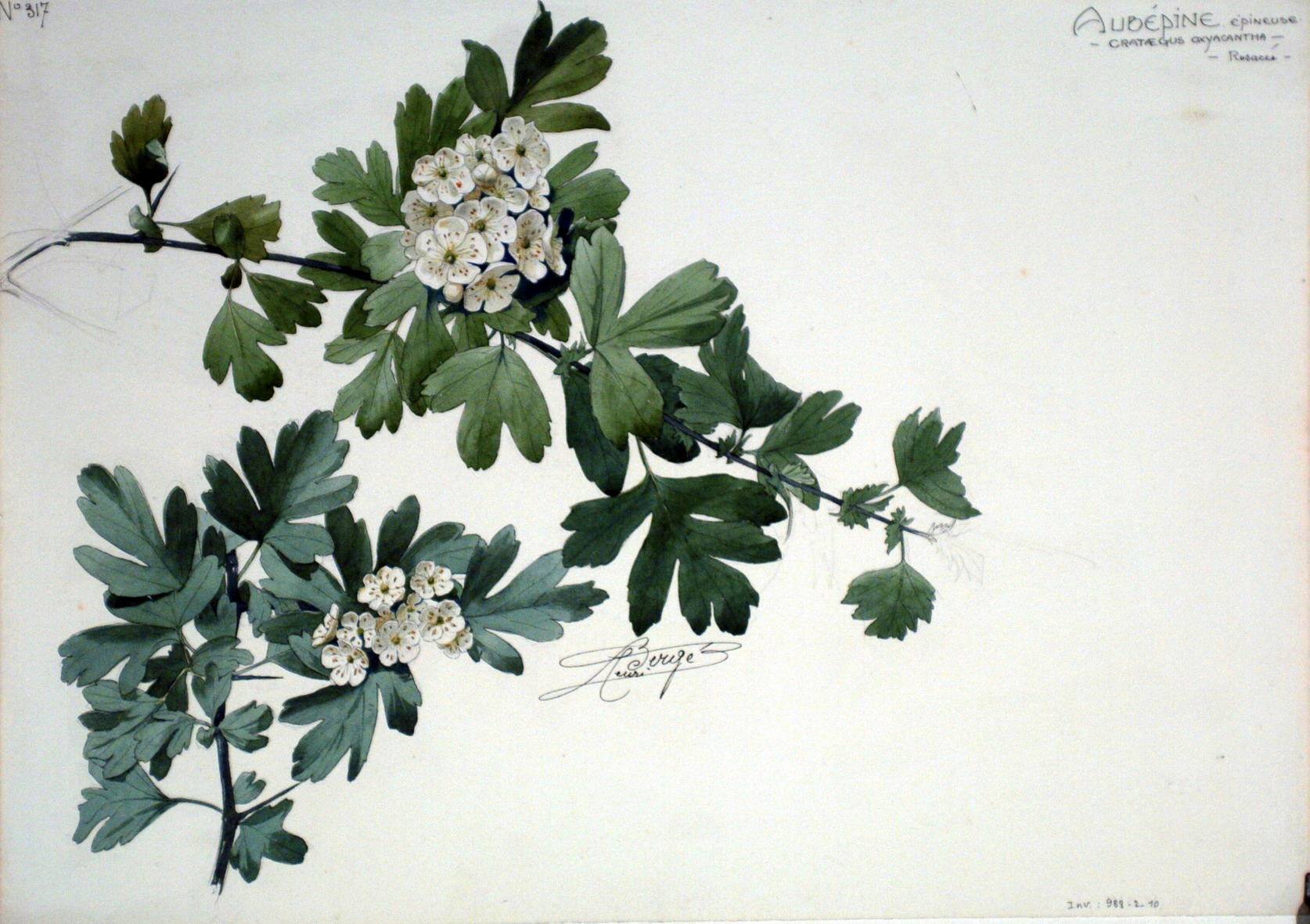
Étude d'aubépine épineuse, début du 20è siècle, Henri Bergé, Musée de l'Ecole de Nancy.

### Espèces européennes
En France, les espèces le plus souvent rencontrées sont Crataegus laevigata et Crataegus monogyna.
Crataegus laevigata est plus précoce et possède des feuilles à 3 lobes moins découpées que Crataegus monogyna. Ces deux espèces s'hybrident cependant spontanément. Crataegus monogyna possède des fleurs à un seul style et des fruits à un seul noyau qui ressemblent à de petites pommes.
- Crataegus altaica
- Crataegus ambigua
- Crataegus azarolus (azérolier)
- Crataegus crus-galli
- Crataegus heldreichii
- Crataegus intricata
- Crataegus karadaghensis
- Crataegus laciniata
- Crataegus laevigata (aubépine épineuse)
- Crataegus macrocarpa
- Crataegus microphylla
- Crataegus mollis
- Crataegus monogyna (aubépine monogyne, épine blanche ou aubépine à un style)
- Crataegus nigra
- Crataegus pallasii
- Crataegus pentagyna
- Crataegus pycnoloba
- Crataegus sanguinea
- Crataegus schraderana
- Crataegus sphaenophylla

### Liste d'espèces
Selon GRIN (11 septembre 2018) :
- Crataegus aemula Beadle
- Crataegus aestivalis (Walter) Torr. & A. Gray
- Crataegus alabamensis Beadle
- Crataegus alleghaniensis Beadle
- Crataegus ambigua C. A. Mey. ex A. K. Becker
- Crataegus arborea Beadle
- Crataegus azarolus L.
- Crataegus beata Sarg.
- Crataegus berberifolia Torr. & A. Gray
- Crataegus biltmoreana Beadle
- Crataegus boyntonii Beadle
- Crataegus brachyacantha Sarg. & Engelm.
- Crataegus brazoria Sarg.
- Crataegus buckleyi Beadle
- Crataegus bushii Sarg.
- Crataegus calpodendron (Ehrh.) Medik.
- Crataegus canadensis Sarg.
- Crataegus canbyi Sarg.
- Crataegus caucasica K. Koch
- Crataegus chlorocarpa Lenné & K. Koch
- Crataegus chlorosarca Maxim.
- Crataegus chrysocarpa Ashe
- Crataegus coccinea L.
- Crataegus coccinioides Ashe
- Crataegus coleae Sarg.
- Crataegus collina Chapm.
- Crataegus colonica Beadle
- Crataegus crus-galli L.
- Crataegus cuneata Siebold & Zucc.
- Crataegus dahurica Koehne ex C. K. Schneid.
- Crataegus disjuncta Sarg.
- Crataegus dispar Beadle
- Crataegus disperma Ashe
- Crataegus douglasii Lindl.
- Crataegus engelmannii Sarg.
- Crataegus erythropoda Ashe
- Crataegus fecunda Sarg.
- Crataegus ferganensis Pojark.
- Crataegus flabellata (Bosc ex Spach) K. Koch
- Crataegus flava Aiton
- Crataegus floridana Sarg.
- Crataegus fulleriana Sarg.
- Crataegus furtiva Beadle
- Crataegus gracilior J. B. Phipps
- Crataegus harbisonii Beadle
- Crataegus hissarica Pojark.
- Crataegus holmesiana Ashe
- Crataegus hupehensis Sarg.
- Crataegus intricata Lange
- Crataegus iracunda Beadle
- Crataegus irrasa Sarg.
- Crataegus jesupii Sarg.
- Crataegus jonesiae Sarg.
- Crataegus jozana C. K. Schneid.
- Crataegus kansuensis E. H. Wilson
- Crataegus laciniata Ucria
- Crataegus lacrimata Small
- Crataegus laevigata (Poir.) DC.
- Crataegus lancei J. B. Phipps
- Crataegus lanuginosa Sarg.
- Crataegus macracantha Lodd. ex Loudon
- Crataegus macrosperma Ashe
- Crataegus marshallii Eggl.
- Crataegus maximowiczii C. K. Schneid.
- Crataegus mendosa Beadle
- Crataegus mexicana DC.
- Crataegus meyeri Pojark.
- Crataegus microphylla K. Koch
- Crataegus mollis (Torr. & A. Gray) Scheele
- Crataegus monogyna Jacq.
- Crataegus munda Beadle
- Crataegus nananixonii J. B. Phipps & OʼKennon
- Crataegus neobushii Sarg.
- Crataegus nevadensis K. I. Chr.
- Crataegus nigra Waldst. & Kit.
- Crataegus nitida (Engelm. ex Britton & A. Br.) Sarg.
- Crataegus noelensis Sarg.
- Crataegus opaca Hook. & Arn.
- Crataegus oresbia W. W. Sm.
- Crataegus orientalis Pall. ex M. Bieb.
- Crataegus pennsylvanica Ashe
- Crataegus pentagyna Waldst. & Kit. ex Willd.
- Crataegus persimilis Sarg.
- Crataegus pexa Beadle
- Crataegus phaenopyrum (L. f.) Medik.
- Crataegus pinnatifida Bunge
- Crataegus pontica K. Koch
- Crataegus pringlei Sarg.
- Crataegus pruinosa (H. L. Wendl.) K. Koch
- Crataegus pseudoheterophylla Pojark.
- Crataegus pulcherrima Ashe
- Crataegus punctata Jacq.
- Crataegus rhipidophylla Gand.
- Crataegus rivularis Nutt.
- Crataegus rubella Beadle
- Crataegus rufula Sarg.
- Crataegus sanguinea Pall.
- Crataegus scabrifolia (Franch.) Rehder
- Crataegus songarica K. Koch
- Crataegus sororia Beadle
- Crataegus spathulata Michx.
- Crataegus sphaenophylla Pojark.
- Crataegus stevenii Pojark.
- Crataegus stonei Sarg.
- Crataegus submollis Sarg.
- Crataegus suborbiculata Sarg.
- Crataegus succulenta Schrad. ex Link
- Crataegus tanacetifolia (Poir.) Pers.
- Crataegus texana Buckley
- Crataegus tianschanica Pojark.
- Crataegus tracyi Ashe ex Eggl.
- Crataegus transcaspica Pojark.
- Crataegus triflora Chapm.
- Crataegus turcomanica Pojark.
- Crataegus turkestanica Pojark.
- Crataegus uniflora Münchh.
- Crataegus vallicola Sarg.
- Crataegus viburnifolia Sarg.
- Crataegus viridis L.
- Crataegus wattiana Hemsl. & Lace
- Crataegus wilsonii Sarg.

Selon The Plant List (11 septembre 2018) :
- Crataegus aberrans (Lange) K.I.Chr.
- Crataegus acutiserrata Kruschke
- Crataegus aemula Beadle
- Crataegus aestivalis (Walter) Torr. & A.Gray
- Crataegus albicans Ashe
- Crataegus alleghaniensis Beadle
- Crataegus alma Beadle
- Crataegus almaatensis Pojark.
- Crataegus ambigua C.A.Mey. ex A.K.Becker
- Crataegus ambitiosa Sarg.
- Crataegus anamesa Sarg.
- Crataegus ancisa Beadle
- Crataegus annosa Beadle
- Crataegus anomala Sarg.
- Crataegus apiomorpha Sarg.
- Crataegus aprica Beadle
- Crataegus aquacervensis J.B.Phipps & R.O'Kennon
- Crataegus arborea Beadle
- Crataegus arcana Beadle
- Crataegus ardua Sarg.
- Crataegus ariifolia Cinovskis
- Crataegus armena Pojark.
- Crataegus arnoldiana Sarg.
- Crataegus ashei Beadle
- Crataegus assurgens Sarg.
- Crataegus ater Ashe
- Crataegus atrofusca (Steven ex K.Koch) Kassumova
- Crataegus atrorubens Ashe
- Crataegus aulica Sarg.
- Crataegus aurantia Pojark.
- Crataegus aurescens J.B. Phipps
- Crataegus austromontana Beadle
- Crataegus azarolus L.
- Crataegus basilica Beadle
- Crataegus beadlei Ashe
- Crataegus beata Sarg.
- Crataegus berberifolia Torr. & A.Gray
- Crataegus biltmoreana Beadle
- Crataegus bona Sarg.
- Crataegus bornmuelleri Zabel ex K.I.Chr. & Ziel.
- Crataegus boyntonii Beadle
- Crataegus brachyacantha Sarg. & Engelm.
- Crataegus brachyphylla Sarg.
- Crataegus brainerdii Sarg.
- Crataegus brazoria Sarg.
- Crataegus brevipes Peck
- Crataegus brumalis Ashe
- Crataegus brunetiana Sarg.
- Crataegus calpodendron (Ehrh.) Medik.
- Crataegus canadensis Sarg.
- Crataegus carrollensis Sarg.
- Crataegus celsa Sarg.
- Crataegus celsiana (Dum.Cours.) Bosc
- Crataegus chlorocarpa Lenn‚ & K.Koch
- Crataegus chlorosarca Maxim.
- Crataegus chrysocarpa Ashe
- Crataegus chungtienensis W.W.Sm.
- Crataegus clarkii Hook.f.
- Crataegus coccinea L.
- Crataegus coccinioides Ashe
- Crataegus coleae Sarg.
- Crataegus collina Chapm.
- Crataegus columbiana Howell
- Crataegus compacta Sarg.
- Crataegus compta Sarg.
- Crataegus condigna Beadle
- Crataegus confinis Sarg.
- Crataegus conjungens Sarg.
- Crataegus corusca Sarg.
- Crataegus craytonii Beadle
- Crataegus crus-galli L.
- Crataegus cuneata Siebold & Zucc.
- Crataegus cuprina J.B. Phipps
- Crataegus dahurica Koehne ex C.K.Schneid.
- Crataegus dallasiana Sarg.
- Crataegus davisii Browicz
- Crataegus desueta Sarg.
- Crataegus dikmensis Pojark.
- Crataegus dilatata Sarg.
- Crataegus dipyrena Pojark.
- Crataegus disjuncta Sarg.
- Crataegus dispar Beadle
- Crataegus disperma Ashe
- Crataegus dispessa Ashe
- Crataegus dissona Sarg.
- Crataegus distincta Kruschke
- Crataegus divida Sarg.
- Crataegus dodgei Ashe
- Crataegus douglasii Lindl.
- Crataegus dunbarii Sarg.
- Crataegus durobrivensis Sarg.
- Crataegus dzhairensis Vassilcz.
- Crataegus egregia Beadle
- Crataegus elliptica Sol.
- Crataegus ellwangeriana Sarg.
- Crataegus engelmannii Sarg.
- Crataegus erythrocarpa Ashe
- Crataegus erythropoda Ashe
- Crataegus evansiana Sarg.
- Crataegus exilis Beadle
- Crataegus eximia Beadle
- Crataegus extraria Beadle
- Crataegus fastosa Sarg.
- Crataegus faxonii Sarg.
- Crataegus ferganensis Pojark.
- Crataegus filipes Ashe
- Crataegus flabellata (Bosc ex Spach) K.Koch
- Crataegus flava Sol.
- Crataegus floridana Sarg.
- Crataegus foetida Ashe
- Crataegus fontanesiana (Spach) Steud.
- Crataegus formosa Sarg.
- Crataegus fortunata Sarg.
- Crataegus fragilis Beadle
- Crataegus frugiferens Beadle
- Crataegus fruticosa Sarg.
- Crataegus fulleriana Sarg.
- Crataegus furtiva Beadle
- Crataegus galbana Beadle
- Crataegus gattingeri Ashe
- Crataegus gilva Beadle
- Crataegus glabriuscula Sarg.
- Crataegus glareosa Ashe
- Crataegus grandifolia J.B. Phipps
- Crataegus grandis Ashe
- Crataegus gravis Ashe
- Crataegus greggiana Eggl.
- Crataegus grignonensis Mouill.
- Crataegus habereri Sarg.
- Crataegus haemacarpa Ashe
- Crataegus harbisonii Beadle
- Crataegus harryi Sarg.
- Crataegus harveyana Sarg.
- Crataegus heldreichii Boiss.
- Crataegus heterophylla Flüggé
- Crataegus heterophylloides Pojark. ex K.I.Chr.
- Crataegus hiemalis Lange
- Crataegus hillii Sarg.
- Crataegus hissarica Pojark.
- Crataegus holmesiana Ashe
- Crataegus hudsonica Sarg.
- Crataegus hupehensis Sarg.
- Crataegus ideae Sarg.
- Crataegus ignava Beadle
- Crataegus illecebrosa Sarg.
- Crataegus impar Beadle
- Crataegus improvisa Sarg.
- Crataegus incilis Beadle
- Crataegus indicens Ashe
- Crataegus insidiosa Beadle
- Crataegus integra (Nash) Beadle
- Crataegus integriloba Sarg.
- Crataegus intricata Lange
- Crataegus invicta Beadle
- Crataegus invisa Sarg.
- Crataegus iracunda Beadle
- Crataegus irrasa Sarg.
- Crataegus isfajramensis Pachom.
- Crataegus jackii Sarg.
- Crataegus jesupii Sarg.
- Crataegus johnstonii J.B. Phipps
- Crataegus jonesae Sarg.
- Crataegus jozana C.K.Schneid.
- Crataegus kansuensis E.H.Wilson
- Crataegus karadaghensis Pojark.
- Crataegus kelloggii Sarg.
- Crataegus kennedyi Sarg.
- Crataegus klokovii Ivaschin
- Crataegus knieskerniana Sarg.
- Crataegus knorringiana Pojark.
- Crataegus kurdistanica Hadač & Chrtek
- Crataegus kyrtostyla Fingerh.
- Crataegus lacrimata Small
- Crataegus laevigata (Poir.) DC.
- Crataegus lambertiana hort. ex Lange
- Crataegus lanata Beadle
- Crataegus lancei J.B.Phipps
- Crataegus laneyi Sarg.
- Crataegus lanuginosa Sarg.
- Crataegus latebrosa Sarg.
- Crataegus laurentiana Sarg.
- Crataegus lavallei Herincq ex Lavall‚e
- Crataegus laxiflora Sarg.
- Crataegus lecta Sarg.
- Crataegus leiophylla Sarg.
- Crataegus lemingtonensis Sarg.
- Crataegus leonensis E.J.Palmer
- Crataegus lettermanii Sarg.
- Crataegus levis Sarg.
- Crataegus limaria Sarg.
- Crataegus limata Beadle
- Crataegus limnophila Sarg.
- Crataegus lobulata Sarg.
- Crataegus locuples Sarg.
- Crataegus longipes Pojark.
- Crataegus lucorum Sarg.
- Crataegus lumaria Ashe
- Crataegus mackenzii Sarg.
- Crataegus macracantha Lodd. ex Loudon
- Crataegus macrocarpa Hegetschw.
- Crataegus macrosperma Ashe
- Crataegus magniflora Sarg.
- Crataegus maligna Sarg.
- Crataegus mansfieldensis Sarg.
- Crataegus margarettae Ashe
- Crataegus marshallii Eggl.
- Crataegus maximowiczii C.K.Schneid.
- Crataegus media Bechst.
- Crataegus menandiana Sarg.
- Crataegus mendosa Beadle
- Crataegus meridionalis Sarg.
- Crataegus merita Sarg.
- Crataegus mexicana Mo‡. & Sess‚ ex DC.
- Crataegus meyeri Pojark.
- Crataegus michauxii Pers.
- Crataegus microphylla K.Koch
- Crataegus mira Beadle
- Crataegus miranda Sarg.
- Crataegus mollis (Torr. & A.Gray) Scheele
- Crataegus monogyna Jacq.
- Crataegus multiflora Bunge
- Crataegus munda Beadle
- Crataegus nananixonii J.B.Phipps & R.O'Kennon
- Crataegus necopinata Pojark.
- Crataegus nelsonii Eggl.
- Crataegus neobaxteri Sarg.
- Crataegus neobushii Sarg.
- Crataegus nevadensis K.I.Chr.
- Crataegus nigra Waldst. & Kit.
- Crataegus nitida (Engelm. ex Britton & N.E.Br.) Sarg.
- Crataegus nitidula Sarg.
- Crataegus noelensis Sarg.
- Crataegus notha Sarg.
- Crataegus nuda Sarg.
- Crataegus opaca Hook. & Arn. ex Hook.
- Crataegus opima Beadle
- Crataegus opulens Sarg.
- Crataegus oresbia W.W.Sm.
- Crataegus orientalis Pall. ex M.Bieb.
- Crataegus ouachitensis E.J.Palmer
- Crataegus ovata Sarg.
- Crataegus padifolia Sarg.
- Crataegus pallasii Griseb.
- Crataegus paludosa Sarg.
- Crataegus pamiroalaica Zaprjagaeva
- Crataegus panda Beadle
- Crataegus parryana Eggl.
- Crataegus pausiaca Ashe
- Crataegus pearsonii Ashe
- Crataegus pedicellata Sarg.
- Crataegus peloponnesiaca Byatt
- Crataegus penita Beadle
- Crataegus pennsylvanica Ashe
- Crataegus pentagyna Waldst. & Kit. ex Willd.
- Crataegus pequotorum Sarg.
- Crataegus peregrina Sarg.
- Crataegus perjucunda Sarg.
- Crataegus permixta E.J. Palmer
- Crataegus persimilis Sarg.
- Crataegus phaenopyrum (L.f.) Medik.
- Crataegus pilosa Sarg.
- Crataegus pinetorum Beadle
- Crataegus pinguis Sarg.
- Crataegus pinnatifida Bunge
- Crataegus piperi Britton
- Crataegus platycarpa Sarg.
- Crataegus poliophylla Sarg.
- Crataegus polita Sarg.
- Crataegus poloniensis Cinovskis
- Crataegus polyacantha Jan
- Crataegus populnea Ashe
- Crataegus porrecta Ashe
- Crataegus pratensis Sarg.
- Crataegus pringlei Sarg.
- Crataegus prona Ashe
- Crataegus pruinosa (H.L.Wendl.) K.Koch
- Crataegus pseudoazarolus Popov
- Crataegus pseudoheterophylla Pojark.
- Crataegus pseudosanguinea Popov ex Pojark.
- Crataegus puberis Sarg.
- Crataegus pulcherrima Ashe
- Crataegus punctata Jacq.
- Crataegus purpurella J.B.Phipps & R.O'Kennon
- Crataegus putata Sarg.
- Crataegus putnamiana Sarg.
- Crataegus pycnoloba Boiss. & Heldr.
- Crataegus randiana Sarg.
- Crataegus ravida Ashe
- Crataegus remotilobata Raikova ex Popov
- Crataegus resima Beadle
- Crataegus reverchonii Sarg.
- Crataegus rhipidophylla Gand.
- Crataegus rigens Beadle
- Crataegus rivularis Nutt. ex Torr. & A.Gray
- Crataegus rivuloadamensis J.B.Phipps & R.O'Kennon
- Crataegus rivulopugnensis J.B.Phipps & R.O'Kennon
- Crataegus robesoniana Sarg.
- Crataegus robur Beadle
- Crataegus rosei Eggl.
- Crataegus rubella Beadle
- Crataegus rubribracteolata J.B.Phipps & R.O'Kennon
- Crataegus rubrinervis Lange
- Crataegus rubrocarnea Sarg.
- Crataegus rufula Sarg.
- Crataegus rugosa Ashe
- Crataegus russanovii Cinovskis
- Crataegus sakranensis Hadač & Chrtek
- Crataegus saligna Greene
- Crataegus sanguinea Pall.
- Crataegus sargentii Beadle
- Crataegus scabrida Sarg.
- Crataegus scabrifolia (Franch.) Rehder
- Crataegus schuettei Ashe
- Crataegus schumacheri Raunk.
- Crataegus secreta J.B.Phipps
- Crataegus segnis Beadle
- Crataegus sejuncta Sarg.
- Crataegus serratissima J.B. Phipps
- Crataegus shaferi Sarg.
- Crataegus shandongensis F.Z.Li & W.D.Peng
- Crataegus shensiensis Pojark.
- Crataegus shirleyensis Sarg.
- Crataegus sicca Sarg.
- Crataegus silvestris Sarg.
- Crataegus simulata Sarg.
- Crataegus sinaica Boiss.
- Crataegus songarica K. Koch
- Crataegus sorbifolia Lange
- Crataegus sororia Beadle
- Crataegus spathulata Michx.
- Crataegus spatiosa Sarg.
- Crataegus sphaenophylla Pojark.
- Crataegus spissa Sarg.
- Crataegus spissiflora Sarg.
- Crataegus stenosepala Sarg.
- Crataegus stolonifera Sarg.
- Crataegus stonei Sarg.
- Crataegus straminea Beadle
- Crataegus submollis Sarg.
- Crataegus suborbiculata Sarg.
- Crataegus succulenta Schrad. ex Link
- Crataegus suksdorfii (Sarg.) Kruschke
- Crataegus sulfurea J.B. Phipps
- Crataegus sutherlandensis Sarg.
- Crataegus tanacetifolia (Poir.) Pers.
- Crataegus tanuphylla Sarg.
- Crataegus taurica Pojark.
- Crataegus tecta Beadle
- Crataegus texana Buckley
- Crataegus theodori Essenova
- Crataegus thermopegaea E.J.Palmer
- Crataegus tianschanica Pojark.
- Crataegus tinctoria Ashe
- Crataegus tortilis Ashe
- Crataegus tracyi Ashe ex Eggl.
- Crataegus triflora Chapm.
- Crataegus tripartita Sarg.
- Crataegus turnerorum Enquist
- Crataegus ucrainica Pojark.
- Crataegus uniflora Münchh.
- Crataegus ursopedensis J.B.Phipps & R.O'Kennon
- Crataegus uvaldensis Sarg.
- Crataegus vailiae Britton
- Crataegus valida Beadle
- Crataegus venusta Beadle
- Crataegus verruculosa Sarg.
- Crataegus versuta Beadle
- Crataegus viburnifolia Sarg.
- Crataegus viridis L.
- Crataegus visenda Beadle
- Crataegus vittata Ashe
- Crataegus vivida Sarg.
- Crataegus vulsa Beadle
- Crataegus warneri Sarg.
- Crataegus wattiana Hemsl. & Lace
- Crataegus whitakeri Sarg.
- Crataegus wilsonii Sarg.
- Crataegus wootoniana Eggl.
- Crataegus xanthophylla Sarg.
- Crataegus zangezura Pojark.

### Sections
Catégorie
Section ou Nothosection
Série ou Nothosérie
- Espèce

Crataegus
Mexicanae
Mexicanae
- Crataegus mexicana DC.

Henryanae
- Crataegus scabrifolia

Parvifoliae
- Crataegus uniflora Muenchh.

Crataegus
Crataegus
- Crataegus caucasica
- Crataegus laevigata (Poir.) DC.
- macrocarpa Hegetschw.
- media Bechst.
- Crataegus monogyna Jacq.
- Crataegus rhipidophylla Gand.
- Crataegus songarica
- Crataegus subsphaericea Gand.

Apiifoliae
- Crataegus marshallii Egglest.

Pentagynae
- Crataegus pentagyna Waldst. & Kit. ex Willd.

Azaroli (Orientales + Tanacetifoliae)
- Crataegus azarolus L.
- Crataegus heldreichii
- Crataegus orientalis Pall. ex M. Bieb.

Pinnatifidae
- pinnatifida Bunge

Tanacetifoliae (Azaroli — Orientales)
Crataegynae (Crataegus × Pentagynae)
- zangezura

Orientaegus (Crataegus × Azaroli)
Crataegifoliae (Crataegus × Tanacetifoliae)
Orientagynae (Azaroli × Pentagynae)
- pseudoazarolus

Tanacetitales (Tanacetifoliae × Azaroli)
Sanguineae
Nigrae
- chlorosarca Maxim.
- kansuensis E.H. Wilson
- Crataegus nigra Waldst. & Kit.

Sanguineae
- sanguinea Pall.

Hupehensis
Hupehenses
- hupehensis
- shensiensis

Cuneatae
Cuneatae
- cuneata Siebold & Zucc.

Cordatae
Cordatae
- phaenopyrum (L. f.) Medik.

Virides
Virides
- nitida (Engelm.) Sarg.

Microcarpae
Microcarpae
- spathulata Michx.

Lacrimatae
Lacrimatae
- lacrimata Small

Aestivales
Aestivales
- aestivalis (Walt.) Torr. & A.Gray

Brevispinae
Brevispinae
Douglasianae
Douglasii
- douglasii Lindl.
- suksdorfii (Sarg.) Kruschke

Crus-galli
Crus-galli
- Crataegus crus-galli L. - Aubépine ergot de Coq
- persimilis Sarg.

Punctatae
- collina
- punctata Jacq.

Coccineae
Triflorae
- triflora Chapman

Bracteatae
Molles
- mollis Scheele
- submollis Sarg.

Coccineae
- holmesiana Ashe
- pedicellata Sarg.

Tenuifoliae
- macrosperma Ashe
- schuettei Ashe

Rotundifoliae
- chrysocarpa Ashe
- dodgei Ashe

Intricatae
- boyntonii
- sargentii Beadle

Pulcherrimae
- pulcherrima Ashe

Brainerdianae
- scabrida Sarg.
- sylvestris

Macracanthae
- calpodendron
- macracantha

Silvicolae
- compacta Sarg.
- iracunda Beadle

Suborbiculatae
- suborbiculata Sarg.

Pruinosae
- dissona Sarg.
- pruinosa (Wendl. f.) K. Koch

Dilatatae
- coccinioides Ashe

## Aubépines remarquables

### Bouquetot (Eure)

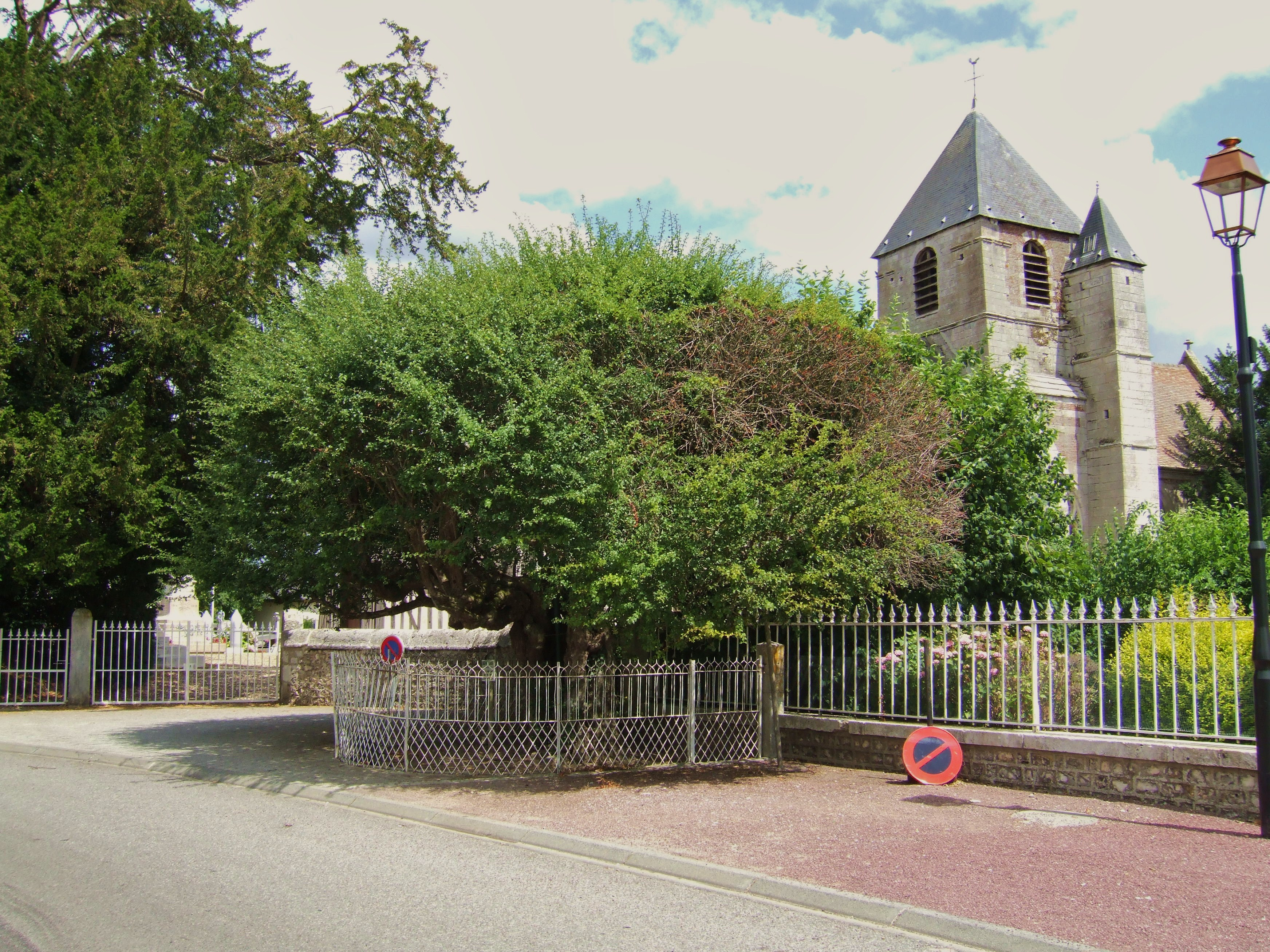
L'aubépine de Bouquetot.

L'aubépine de Bouquetot, dans l'Eure, passe pour être une des plus anciennes de France, ayant été plantée près de l'église du village vers 1360.

### Saint-Mars-sur-la-Futaie (Mayenne)

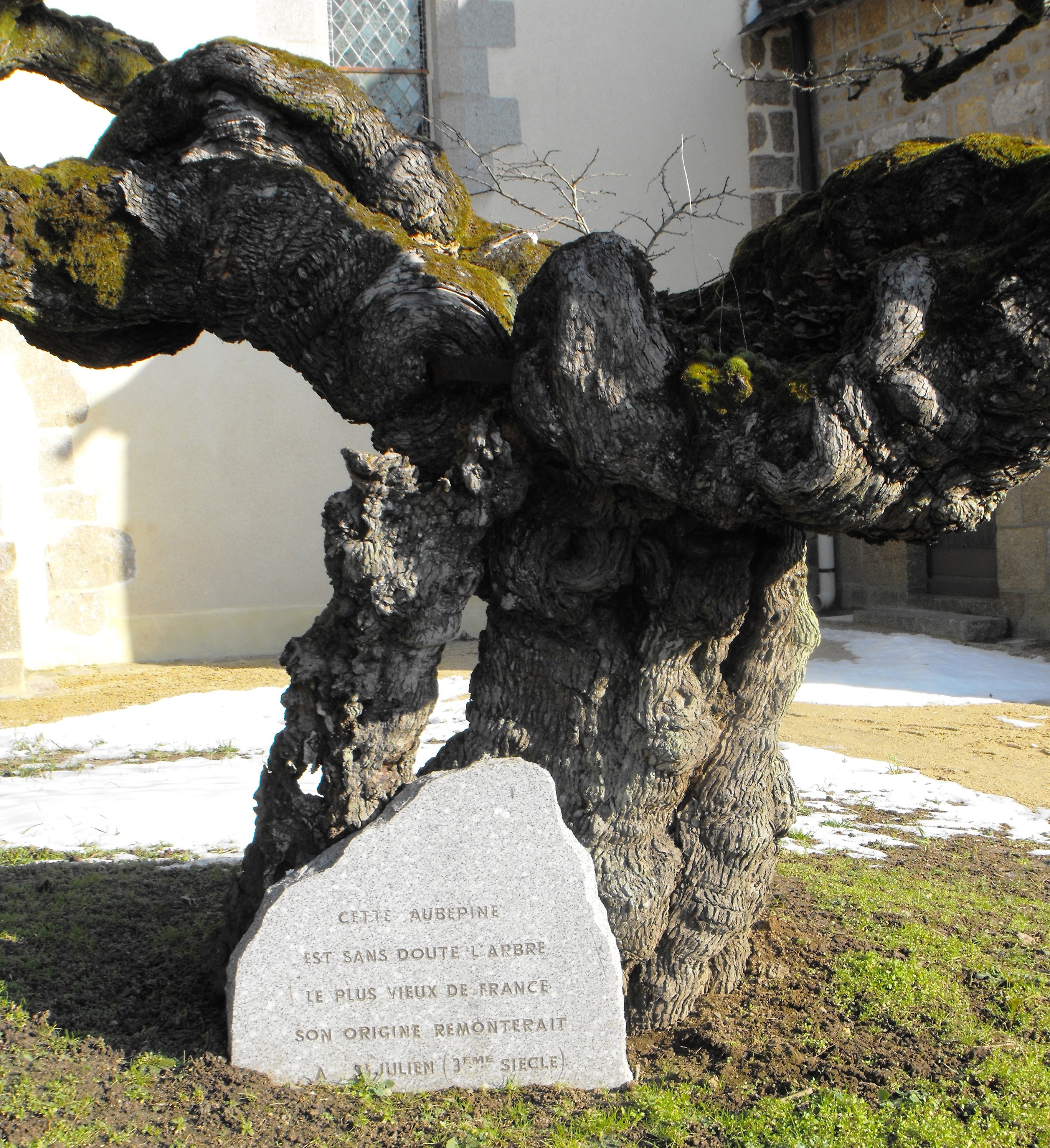
Saint-Mars-sur-la-Futaie.

La plaque commémorative déclare que cet arbre serait « le plus vieux de France », daté, selon la tradition locale, du IIIe siècle.

### Glastonbury Thorn
La légende autour de l'aubépine de Glastonbury est chrétienne. Joseph d'Arimathie aurait planté son bâton sur la colline de Wearyall (Wearyall Hill) où il poussa pour devenir une magnifique aubépine. Cette aubépine est mentionnée pour la première fois dans Lyfe of Joseph of Arimathea [la vie anglo-saxonne en vers de Joseph d'Arématie] qui date du XVIe siècle. Cette aubépine fleurissait deux fois l'an. Une floraison peu après le solstice d'hiver sur le « vieux bois » et un autre au printemps sur le « jeune bois ». La floraison de l'hiver était considérée comme un miracle.
Glastonbury.—A vast concourse of people attended the noted thorn on Christmas-day, new style; but, to their great disappointment, there was no appearance of its blowing, which made them watch it narrowly the 5th of January, the Christmas-day, old style, when it blowed as usual.
[Glastonbury.- Une foule de gens s'attendaient à voir le bouton fameux le jour de Noël, date moderne mais à leur grande déception il n'y avait aucune trace de sa floraison, c'est pour cette raison qu'ils la scrutaient anxieusement le 5 janvier, Noël ancien temps, et là elle fleurissait comme d'habitude.]
L'arbre fut abattu pendant la Première Révolution anglaise au milieu du XVIIe siècle. Un autre fut planté à sa place en 1951 mais celui-ci fut vandalisé en 2010.

## Usages

### Propriétés médicinales
Les fleurs sont utilisées comme hypotenseur, antispasmodique et sédatif.
Les feuilles sont en revanche tonicardiaques. Il est donc préférable de ne pas mélanger feuilles et fleurs dans une même infusion ou tisane.[réf. nécessaire]

### Autres usages
Les moines médiévaux, pour colorer leurs enluminures ont notamment utilisé une encre à base d'écorce d'Aubépine. l'une des recettes ayant été conservées, datant du XIIe siècle est celle du moine Théophile ; elle nécessitait six semaines de fabrication. L'écorce fraiche de l'aubépine teinte l'eau en jaune d'or, mais elle servait à faire une encore noire : des branches d'aubépine étaient cueillies en avril ou mai (avant l'apparition des premières feuilles). Elles étaient ensuite mises à sécher durant 4 semaines, puis l'écorce était séparée du bois sur un billot, en les frappant au moyen d'un maillet. Les morceaux d'écorce étaient ensuite mis à macérer dans une bassine d'eau durant 1 semaine. Cette eau était ensuite "cuite" dans une autre bassine, propre, avec quelques morceaux d'écorce. Il fallait ensuite filtrer ce liquide, puis le réduire de 2 tiers, et continuer à chauffer jusqu'à ce qu'il devienne noir. Quand le liquide épaississait, on lui ajoutait 1/3 de vin pur, puis on recuisait le tout  jusqu'à ce qu'une sorte de peau apparaissent en surface, puis on laissait le liquide reposer au soleil. Enfin, le liquide était disposé dans de petits sacs de peau (parchemin) soigneusement cousus, et suspendus au soleil jusqu' à séchage complet. Le contenu, était une poudre pouvant être longuement conservée. Cette poudre était mélangée à un peu de vin et à du sulfate de fer pour produire de l'encre.
Les fruits rouges de l'aubépine ont parfois été consommés en compote, ou utilisés pour réaliser des confitures.
Les peuples natifs de l'ouest du Canada utilisaient les épines comme hameçons.
L'arbuste à proximité des fermes bretonnes avait une fonction de porte-bonheur.

## Ennemis

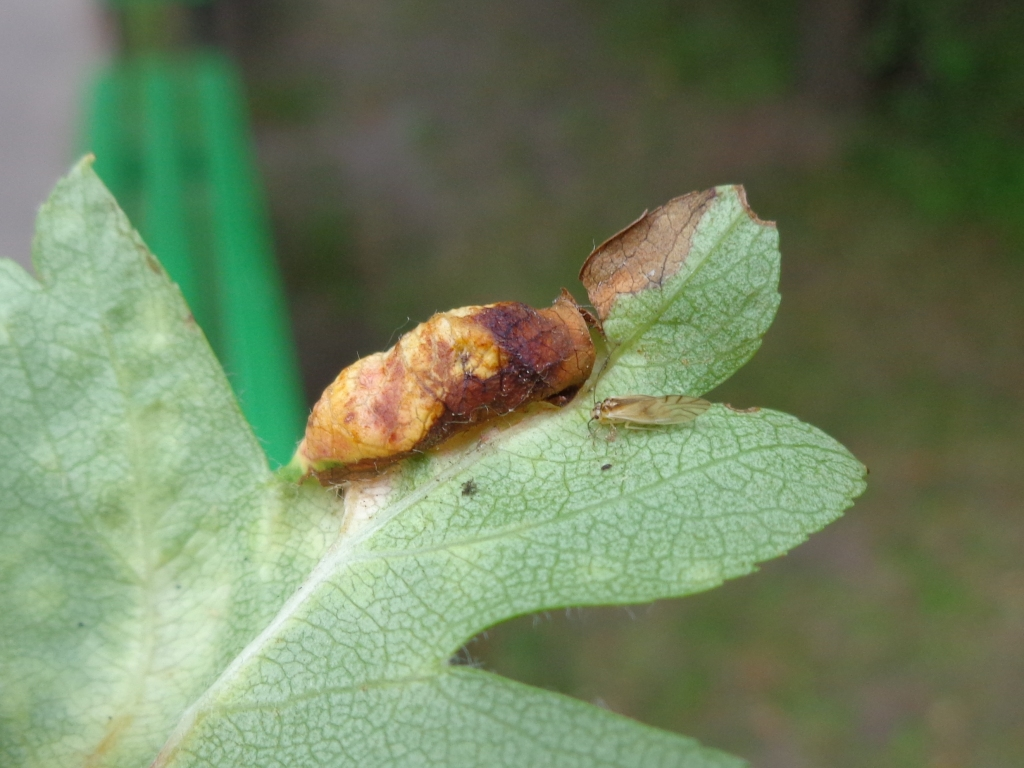
Gale de Taphrina crataegi.

- Le champignon Taphrina crataegi (ascomycète) produit des cloques, boursoufflures roussâtres sur les feuilles.

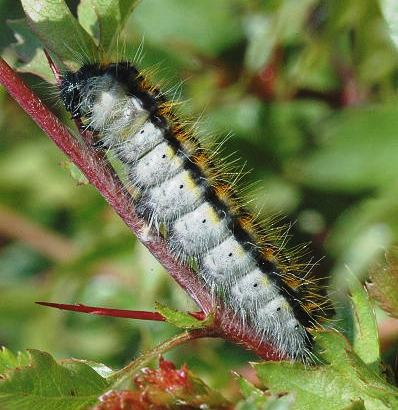
Aporia.crataegi, stade chenille.

La chenille du papillon de jour (rhopalocère) suivant se nourrit d'Aubépine :
- Gazé, piéride de l'aubépine Aporia crataegi (Pieridae).

## Maladies
- Les aubépines sont sensibles au feu bactérien (Erwinia amylovora)[14],[15].

## L'aubépine dans l'imaginaire collectif

### Symbolique et ésotérisme

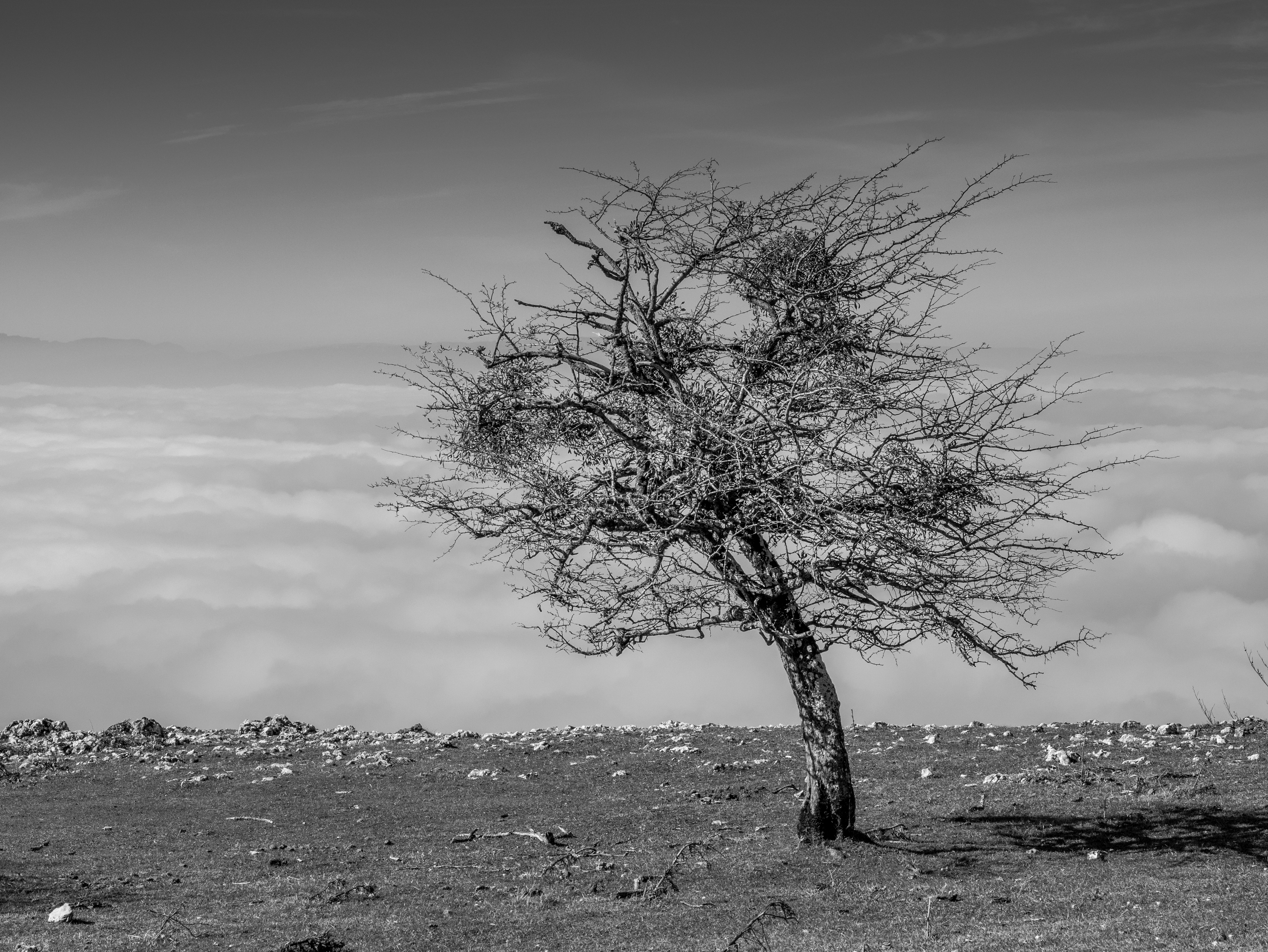
Une aubépine dans les montagnes près de Vitoria-Gasteiz, Espagne.

Depuis l'Antiquité, l'aubépine symbolise l'innocence et la pureté virginale. Chez les chrétiens elle est liée à la Vierge Marie.
- On dit que la foudre ne l'atteint jamais.
- On dit qu'elle est très liée aux pratiques de sorcellerie du mois de mai. Dans le Nivernais, on fixe dans la nuit du 30 avril, une branche de celle-ci à l'entrée des écuries et des étables, afin d'empêcher les araignées dites sorcières d'y pénétrer.

L'aubépine est donc liée au premier mai ou à la veille du premier mai. Ceci est peut-être dû au nom gaelique (celtique) de l'aubépine qui est "Buisson de Beltaine".
- La branche d'aubépine bien épointée serait souveraine contre les vampires quand elle leur transpercerait le cœur.

### Langage des fleurs
Dans le langage des fleurs, l'aubépine symbolise la prudence et l'espérance.

### Calendrier républicain
- Dans le calendrier républicain, l'Aubépine était le nom attribué au 4e jour du mois de floréal[18].

### Littérature et chanson
- L'aubépine est l'objet de plusieurs poèmes, notamment des poètes Pierre de Ronsard et Rémy de Gourmont.
- Les aubépines tiennent un rôle central dans À la recherche du temps perdu de Marcel Proust, notamment dans Combray : « Je revenais devant les aubépines comme devant ces chefs-d'œuvre dont on croit qu'on saura mieux les voir quand on a cessé un moment de les regarder, mais j'avais beau me faire un écran de mes mains pour n'avoir qu'elles sous les yeux, le sentiment qu'elles éveillaient en moi restait obscur et vague, cherchant en vain à se dégager, à venir adhérer à leurs fleurs. Elles ne m'aidaient pas à l'éclaircir, et je ne pouvais demander à d'autres fleurs de le satisfaire. »
- Marc Lavoine a interprété la chanson Rue des Acacias où il fait référence à une «rue des aubépines».
- Ycare a intitulé l'une de ses chansons Aubépine.
- Biga Ranx et Pupajim reviennent sur leur enfance sur le morceau Aubépines.